# Nothobranchius furzeri
Espèce
Statut de conservation UICN

 LC  : Préoccupation mineure
Nothobranchius furzeri est une espèce de poissons d'eau douce de la famille des Nothobranchiidae (ordre des Cyprinodontiformes). Ce poisson porte les noms vernaculaires anglais de turquoise killifish et de African turquoise killifish.
Cette espèce de killies se trouve naturellement dans les étangs d'eau douce du Mozambique et du Zimbabwe. Son cycle de vie se distingue par une maturation précoce des individus qui ne vivent que quelques mois après leur éclosion, ce qui en fait un modèle très prometteur pour étudier le vieillissement et le développement de maladies neurodégénératives tel que l’Alzheimer ou Parkinson par exemple. Les embryons ont également la capacité d'entrer en diapause afin de survivre à la saison sèche. 

## Répartition
Nothobranchius furzeri vit dans des plans d'eau saisonniers au Mozambique et au Zimbabwe. Son habitat est caractérisé par une brève saison des pluies suivie d'une longue saison sèche. Le parc national de Gona Re Zhou (GRZ) au Zimbabwe est reconnu comme étant une région où l'on trouve fréquemment des Nothobranchius. Les premières populations de ces poissons ont été prélevées dans cette zone en 1968. Les populations du Mozambique se situent dans des eaux à proximité de la frontière avec le Zimbabwe.
Nothobranchius furzeri peut vivre avec d’autres espèces de Nothobranchiidae dans une même mare.

### Habitat
Les étangs où se rencontre Nothobranchius furzeri se forment dans des dépressions situées sur des sols peu poreux, principalement de type argileux ou calcimorphe. Leurs fonds se composent principalement de sable et de boue. Ces étangs sont isolés les uns des autres et sont éloignés de toutes plaines alluviales ou cours d'eau actif. L'eau de ces mares est fréquemment agitée et tend à être trouble. Les herbivores de ces régions (qui sont principalement du bétail) apportent les différents éléments nutritifs. Ces eaux reçoivent également une quantité significative de déjections organiques provenant de grands mammifères.
Les populations de N. furzeri doivent faire face à l'imprévisibilité des cycles saisonniers typique de ces régions, qui alternent entre périodes arides et pluvieuses. Chaque année, ces populations ne bénéficient d'environnements propices à leur développement que pendant une période variant de 2 à 7 mois.

### Souches
Deux types de souches sont actuellement décrites et étudiées en laboratoire. La souche GRZ, ainsi nommée de par l’endroit de prélèvement des individus au niveau du parc national de Gona Re Zhou au Zimbabwe et la souche MZM, trouvée au Mozambique. Actuellement, il n’existe qu’une seule souche GRZ contre plusieurs souches pour les populations MZM. Les individus GRZ ont une espérance de vie moyenne avoisinant les 2 à 3 mois tandis que les individus MZM vivent bien plus longtemps, l’espérance de vie s’étendant jusqu’à 6 à 8 mois. Les souches MZM vivent également dans des régions moins arides et à des altitudes bien plus faibles que la souche GRZ.
La souche GRZ utilisée en laboratoire se caractérise par un haut taux de consanguinité et une faible hétérozygotie. Cela est du au fait qu’un seul prélèvement a été effectué pour cette souche, et tous les individus GRZ en laboratoire sont issus de ce prélèvement initial. Chaque génération d'individus GRZ résulte donc de croisements entre des individus étroitement apparentés, ce qui a pour conséquence une augmentation de l’homozygotie au fil des générations. A contrario, les souches MZM présentent un pourcentage d'hétérozygotie plus élevé, leur prélèvement étant plus récent. Cependant, ce taux d’hétérozygotie commence à diminuer à cause de la reproduction entre individus de la même lignée.

## Description

### Dimensions
Les mâles de Nothobranchius furzeri peuvent mesurer jusqu'à 65 mm de longueur totale.

### Dimorphisme sexuel
Nothobranchius furzeri présente un dimorphisme sexuel très marqué. Les femelles sont petites et de couleurs pâles ou brunâtre avec des nageoires translucides tandis que les mâles sont fortement colorés et de plus grande taille. La détermination du sexe quant à elle ne dépend que de la composante génétique de l’individu. Les paramètres environnementaux ne jouent aucun rôle dans la détermination sexuelle.

### Dichromatisme de la nageoire caudale
Les différentes souches de N. furzeri arborent également un dichromatisme au niveau de la nageoire caudale (chez les mâles). L’unique souche GRZ possède un phénotype jaune avec une fine bande noire à l’extrémité de la nageoire tandis que les multiples souches MZM ont un phénotype rouge. Il existe cependant de rares populations provenant de la souche MZM qui exhibent les deux formes phénotypiques au sein du même étang.
La couleur de la queue pourrait potentiellement jouer un rôle dans la sélection sexuelle de ces poissons. La couleur rouge par exemple est très bien perçue dans les eaux claires mais fort peu visible dans des eaux plus troubles, l’inverse étant vrai pour les queues de couleurs jaunes.

## Cycle de vie

### Reproduction
Le type de reproduction de Nothobranchius furzeri est qualifiée de polygynandrie. Les œufs sont délicatement déposés dans le sédiment (mélange de boue et de sable) par oviposition. Les mâles qui cherchent constamment des femelles pour lancer la ponte établissent entre eux une hiérarchie basée sur leurs tailles. Ces mâles dominants contrôlent souvent les différentes zones de pontes. Les femelles, pouvant pondre de 20 à 50 œufs par jour, peuvent répéter plusieurs séquences d’oviposition lors d’une même journée. Elles peuvent également changer de partenaire de nombreuses fois durant la journée de ponte. 
Après la ponte, les œufs demeurent dans le substrat lorsque la mare s'assèche et ceux-ci peuvent entrer en diapause. Ils persisteront ainsi jusqu'au remplissage de la mare l'année suivante, cette période sans eau pouvant s’étendre jusqu'à 10 mois.

### Diapause
Dans leur milieu naturel, seule une courte période de l’année permet le développement de N. furzeri. Ces derniers passent donc la majorité de leur cycle de vie en diapause. Cet état particulier est caractérisé par un ralentissement du métabolisme et l’arrêt temporaire du développement de l’embryon à un stade embryogénique spécifique,. La fin du développement est en quelque sorte reportée jusqu’au moment où les conditions environnementales redeviennent favorables au développement des organismes. Les embryons jusque-là maintenus dans un substrat sec reprendront leur développement lors du retour des pluies.
Il existe trois phases facultatives, correspondant aux moments auxquels les embryons peuvent entrer en diapause : la diapause I, II et III.
La diapause I se produit lors de l’épibolie, à la fin du stade blastula. La diapause II se déroule après la morphogenèse du système nerveux et la diapause III se déroule juste avant la fin du développement embryonnaire. La durée de la diapause I est assez courte, ne dépassant pas une semaine tandis que les diapauses II et III peuvent durer entre 2 jours et 3 ans,. Lors de ces deux étapes, les œufs attendent l’arrivée de la saison des moussons (saisons des pluies) qui lui permettra de retrouver un substrat humide,. Différents indices environnementaux tels que la luminosité, la température ou encore la photopériode apparaissant lors du remplissage de l’étang permettront alors de mettre fin à la diapause et de relancer le développement de l’embryon suivi de l’éclosion. Cette éclosion des œufs, résultant des prédispositions individuelles et de l’évolution de la saison des pluies peut s’étendre jusqu’à une vingtaine de jours. Cette durée permet aux œufs de ne pas éclore précocement lors de la saison sèche à cause d’une potentielle pluie sporadique.  La maturité sexuelle s’acquiert après 3 à 4 semaines seulement ce qui permet une reproduction avant l’arrivée de la saison sèche.
Il y a donc deux scénarios qui s’opposent en milieu naturel. Dans un premier cas de figure, la reproduction se déroule à la fin de la saison humide et les œufs entrent en diapause pendant 6 à 8 mois en attendant le retour des pluies. Ce scénario qui se trouve être majoritaire en milieu naturel a donné à ces poissons le surnom d’« annual killifish ». Le deuxième cas de figure, plus rare, se déroule lorsque l’eau dans les mares persistent. La reproduction est alors suivie du développement des embryons qui ne passent pas par les étapes de diapause. Une même année verra donc deux générations de Nothobranchius furzeri se succéder.

## Alimentation
Nothobranchius furzeri est un prédateur qui se nourrit principalement de macro-invertébrés. Il possède un régime alimentaire opportuniste qui dépend fortement de la disponibilité des proies. Le régime des killies peut être qualifié de généraliste, bien qu'il ait été suggéré qu'ils ont une préférence pour les petits crustacés. En milieu contrôlé comme le laboratoire, ces poissons peuvent être nourris avec divers types d'aliments, notamment des larves des genres Chironomus et Chaoborus, ainsi que des individus de Tubifex sp., Artemia salina et Daphnia sp.

## Nothobranchius furzeriet l'Homme

### Place deN. furzeridans l’étude du vieillissement
Pour étudier le vieillissement, il est essentiel et impératif d’attendre que les modèles animaux étudiés présentent des symptômes cliniques de ce vieillissement, que cela soit de l’atrophie musculaires, des troubles d’ordre moteurs ou cognitifs… Le principal problème des modèles dits « classiques » utilisés en laboratoire comme les poissons-zèbres, les rats ou encore les souris est que ces différents organismes ont une durée de vie avoisinant les 3 à 4 ans. Cette contrainte temporelle représente un frein aux potentiels progrès scientifiques.
La très courte durée de vie de N. furzeri, qui est le vertébré ayant la durée de vie la plus courte enregistrée en captivité, en fait un modèle extrêmement intéressant pour étudier de nombreux changements physiologiques liés au vieillissement, notamment la neurodégénérescence et le cancer. En effet, bien que cela puisse sembler surprenant, les poissons présentent de nombreuses similitudes physiologiques et génétiques avec les humains, et ils peuvent être génétiquement modifiés pour reproduire plusieurs maladies. Nothobranchius furzeri, tout comme l'humain, subit la sénescence cellulaire, le dysfonctionnement des mitochondries ou encore le raccourcissement des télomères.
Ces killies ne sont pas les seuls organismes des laboratoire a posséder un très courte durée de vie. Certains organismes unicellulaire ou pluricellulaire comme les drosophiles par exemple ne vivent que quelques mois, mais N. furzeri est bien plus proche des Hommes, que cela soit au niveau tissulaire ou niveau du fonctionnement des différents systèmes.

## Statut de conservation
Nothobranchius furzeri est classé dans la catégorie « Préoccupation mineure » sur la liste rouge IUCN des espèces menacées.

## Classification
Le nom valide complet (avec auteur) de ce taxon est Nothobranchius furzeri Jubb (d), 1971,.

### Étymologie
Son épithète spécifique, furzeri, lui a été donnée en l'honneur de Richard E. Furzer, aquariophile amateur et éléveur d'oiseaux de Rhodésie (désormais Zimbabwe), « qui, par ses efforts, a introduit ce magnifique poisson auprès des amateurs de Nothobranchius »,.

### Publication originale
- (en) R. A. Jubb, « A new Nothobranchius (Pisces, Cyprinodontidae) from Southeastern Rhodesia », Journal of the American Killifish Association, États-Unis, vol. 8, no 1,‎ décembre 1971, p. 12-19 (ISSN 0002-967X, lire en ligne, consulté le 5 mai 2024).